# Aspella bakeri
Aspella bakeri är en snäckart som beskrevs av Leo George Hertlein och Strong 1951. Aspella bakeri ingår i släktet Aspella och familjen purpursnäckor. Inga underarter finns listade i Catalogue of Life.